# 飛田早紀
飛田 早紀（とびた さき、1991年4月5日 - ）は、関西棋院所属の囲碁棋士。二段。大阪府出身、藤澤一就八段門下。

## 経歴
オセロなどのゲームが好きだったことから囲碁を始める。幼い頃は囲碁の他にもピアノ、水泳、テニスなどを習っていたという。小学4年生の頃から藤澤一就が代表を務める新宿こども囲碁教室に通うようになり、のちに日本棋院の院生となる。その後日本棋院院生として棋士採用試験に臨んだが、2008年の女流棋士採用試験では本戦3勝2敗で2位、2009年の同試験では勝ったほうが合格という下坂美織との本戦第7局で敗れ5勝2敗の2位に終わり、プロ入りを逃した。同年、18歳未満の年齢制限により日本棋院院生を退会。
2010年、第52回女流アマ選手権で優勝。決勝戦ではのちに関西棋院で同僚となる出口万里子と戦い勝利している。外来として臨んだ日本棋院女流棋士採用試験では2010年・2011年とも入段は果たせなかったが、2011年8月、関西棋院でプロ入りを果たした。
2018年6月、二段昇段を果たす。
2019年、第38期女流本因坊戦で自身初の女流棋戦本戦入り（1回戦で吉原由香里六段に敗退）。
2020年、第39期女流本因坊戦では本戦準々決勝まで進出した（星合志保二段に敗退）。また、後述するYouTubeでの活動などが評価され、同年の関西棋院賞山野賞を受賞した。

## 人物等
趣味は読書・ヨガ・瞑想。自身の棋風については「地が好き」としている。
2020年4月よりYouTubeでの動画投稿も行っており、囲碁やゲームなどの動画を投稿している（外部リンク参照）。第39期女流本因坊戦で同じくYouTubeでの動画投稿を行っている星合志保と対戦した際には、週刊碁で「YouTuber対決」の見出しで特集され、自身のチャンネルについても取り上げられた。

## 著作
- 思考がわかって強くなる！飛田早紀の囲碁実況（マイナビ出版、2021年3月24日）